# Пу святсі
Пу свя́тсі (комі пу святсі — «дерев'яі святці») — різьблений дерев'яний календар, що побутував у народу комі у XVIII — поч. XX ст.ст..
Комі-селяни аж до сучасності (до перших десятиліть XX ст.) задля відліку часу річного циклу за юліанським (церковним) календарем використовували оригінальний пристрій, який мовою комі отримав назву «дерев'яні святці». Він являв собою біпірамідальний дерев'яный брусок з 12 півребрами (за кількістю місяців), на які були нанесені насічки і паси, що означали місяці і дні. Загальне число таких насічок відповідало кількості днів у році. Спеціальними позначками на гранях були позначені церковні свята (зазвичай число таких позначок сягало 40-50, іноді більше). Дні, що минули, позначали, заліплюючи зарубки воском або деревною смолою.
Попри відносну невибагливість пристрою, простоту його виготовлення і нескладність у користуванні такі дерев'яні святці були рідкістю для комі-селян. Разом з трепетним ставленням до календаря і сакралізацією часу взагалі, комі відчували справжню повагу і шанували володарів пу святців — зазвичай, голів великих родин, артільних ватажків і успішних мисливців-промисловиків, що за ними вели відлік часу.
У XIX ст. схожі присторої для відліку часу — дерев'яні або кістяні святці були відомі не тільки на півночі європейської частини Російської імперії, але й у Сибіру, на Далекому Сході. Вони були в ходу в росіян, поморів, карелів, долганів, якутів, евенків та ін. народів регіону.